# رضا علومی
رضا علومی، فعال سیاسی، حقوقدان و استاد پیشین دانشگاه‌های تهران و نیس فرانسه و نماینده دوره بیست و سوم مجلس شورای ملی بود.

## زندگی‌نامه
دارای درجه دکترای دتا در حقوق و دکترای دتا در علوم سیاسی با مرتبه بسیار عالی از پاریس و دکترای دانشگاهی در حقوق جزا بود. وی هم‌چنین موفق به اخذ دیپلم دتود سوپریور در حقوق عمومی از اکس ان پروونس و نیز دیپلم دتود سوپریور در نظام حقوقی روم باستان از پاریس با درجه ممتاز شده بود. وی در ایران سال‌ها در مشاغل قضائی تا مستشاری دیوان عالی کشور خدمت کرد.
وی که پس از وقوع انقلاب ۱۳۵۷ به فرانسه مهاجرت کرده بود، از بدو ورود تا سال‌های آخر عمر به کار تدریس حقوق در دانشگاه نیس اشتغال داشت. علاوه بر این، وی به منظور کمک و حل و فصل مسائل و مشکلات مهاجران ایرانی اولین دفتر خدمات حقوقی در جنوب فرانسه را پایه گذاشت و توانست در این راه کمک‌های شایانی به هموطنان خود بنماید. به منظور اشاعه فرهنگ و ادب و زبان فارسی و آموزش رسمی این زبان به عنوان زبان دوم باکالورِآ در مدارس جنوب فرانسه، موافقت آکادمی نیس را جلب کرد.

## درگذشت
وی در تیر ۱۳۹۴ در سن ۸۸ سالگی در شهر کن در فرانسه درگذشت.

## تالیفات
وی دارای آثار علمی و تألیفات بسیاری است از جمله ۱۸ جلد کتاب به زبان فارسی و پنج جلد به زبان فرانسه که هم‌اکنون مورد استفاده دانشجویان است مانند کتاب‌های کلیات حقوق، اصول علوم سیاسی، مبانی علم سیاست، تاریخ حقوق روم باستان، جرم‌شناسی، احزاب سیاسی، بزهکاران جوان و…